# Olympische Sommerspiele 1996/Teilnehmer (Republik Kongo)
| Gelbes Symbol für Goldmedaillen mit stilisierten Olympischen Ringen | Graues Symbol für Silbermedaillen mit stilisierten Olympischen Ringen | Braundes Symbol für Bronzemedaillen mit stilisierten Olympischen Ringen |
| ------------------------------------------------------------------- | --------------------------------------------------------------------- | ----------------------------------------------------------------------- |
| —                                                                   | —                                                                     | —                                                                       |

Die Republik Kongo nahm an den Olympischen Sommerspielen 1996 in Atlanta, USA, mit einer Delegation von fünf Sportlern (drei Männer und zwei Frauen) teil.

## Teilnehmer nach Sportarten

### Judo
- Abel Ndenguet
Mittelgewicht: 21. Platz

### Leichtathletik
- Hakim Mazou
110 Meter Hürden: Vorläufe

- Léontine Tsiba
Frauen, 800 Meter: Vorläufe

### Schwimmen
- René Makosso
50 Meter Freistil: 62. Platz

- Monika Bakale
Frauen, 50 Meter Freistil: 54. Platz